# 小巴约讷

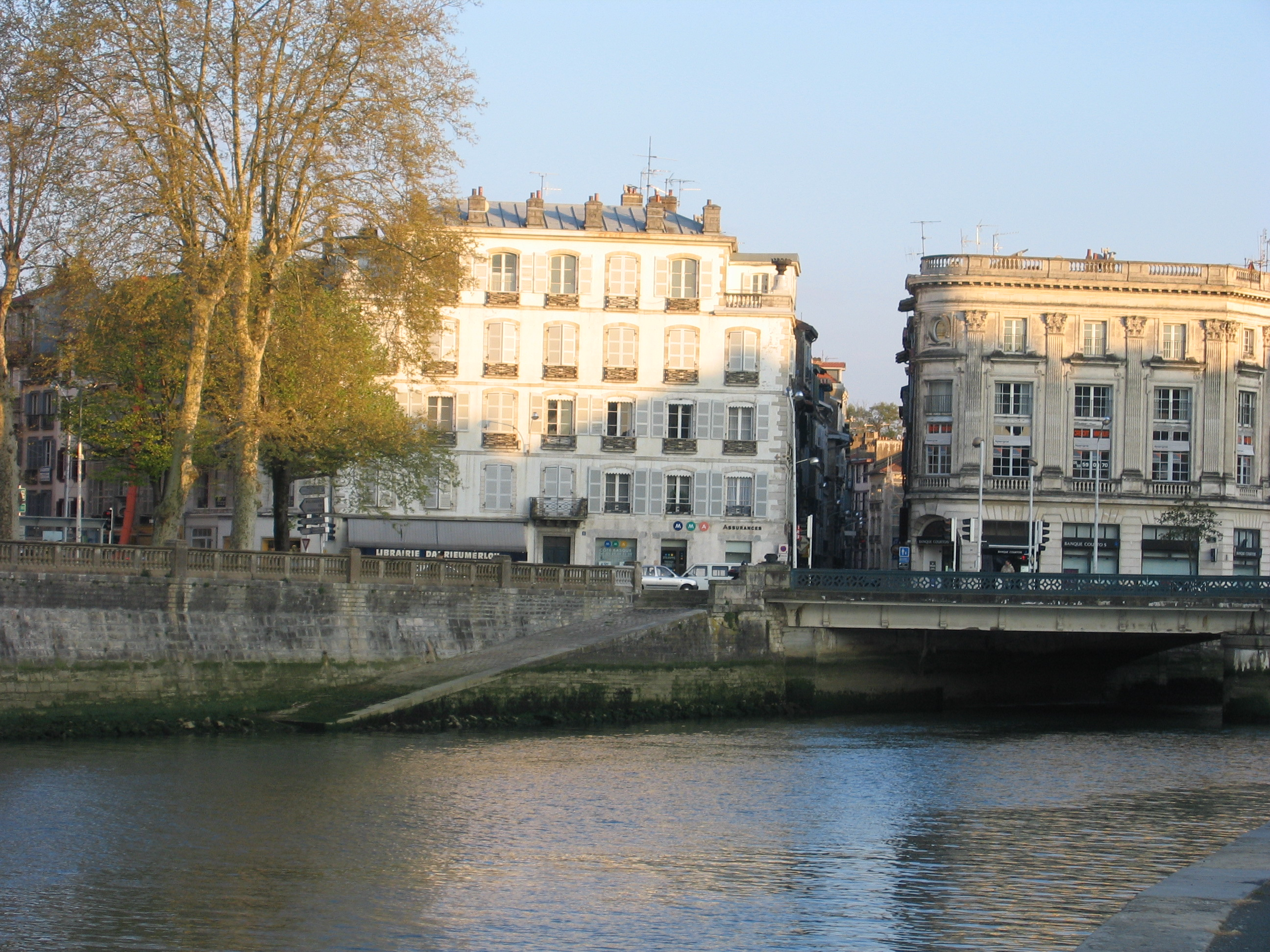

小巴约讷是法国大西洋比利牛斯省巴约讷的一个街区，位于市中心尼夫河右岸。根据2010 年人口普查，人口为 2,508 人。

## 地理
在西侧，尼夫河和四座桥梁将小巴约讷与大巴约讷街区隔开。北面的阿杜尔河和圣埃斯普里桥将其与圣埃斯普里街区（Espiritu Saindua）分开。东面和南面被巴约纳城墙包围。

## 名胜

### 建筑
- 新城堡
- 圣安德肋堂
- 巴约讷城墙东段
- 巴斯克和巴约讷历史博物馆
- 博纳博物馆
- 巴约讷自然科学博物馆

### 桥梁
- 圣埃斯普里桥

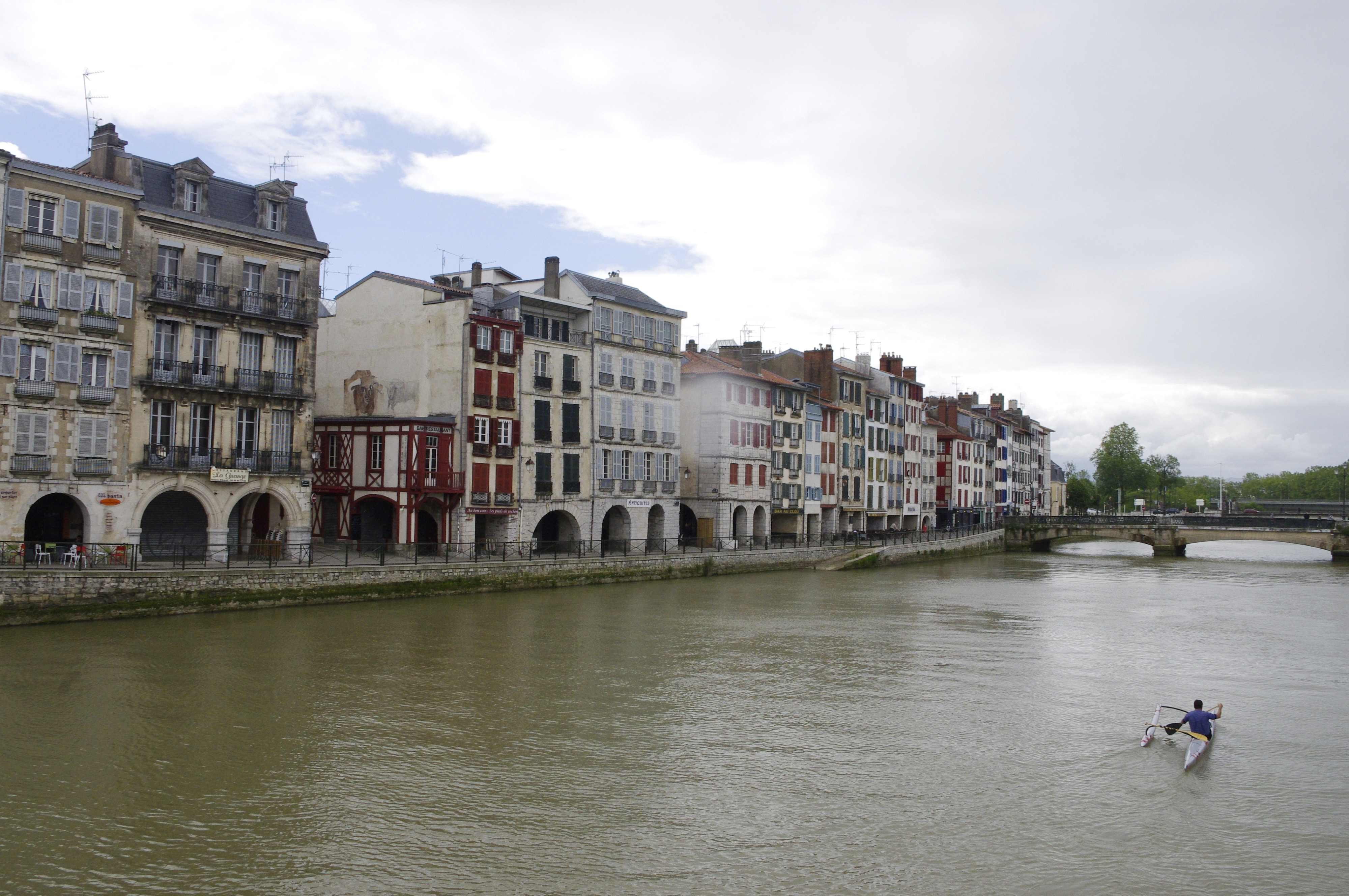
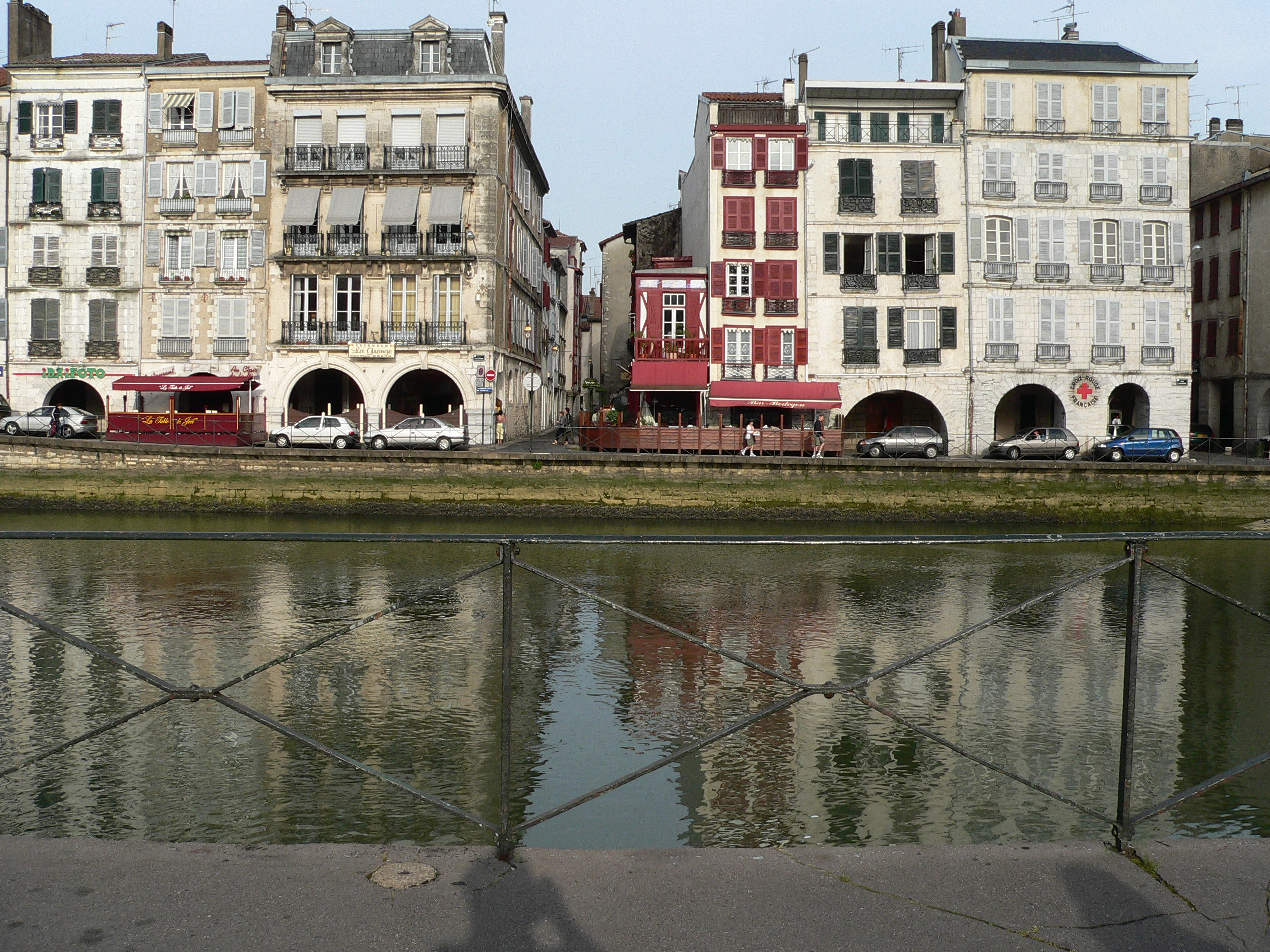
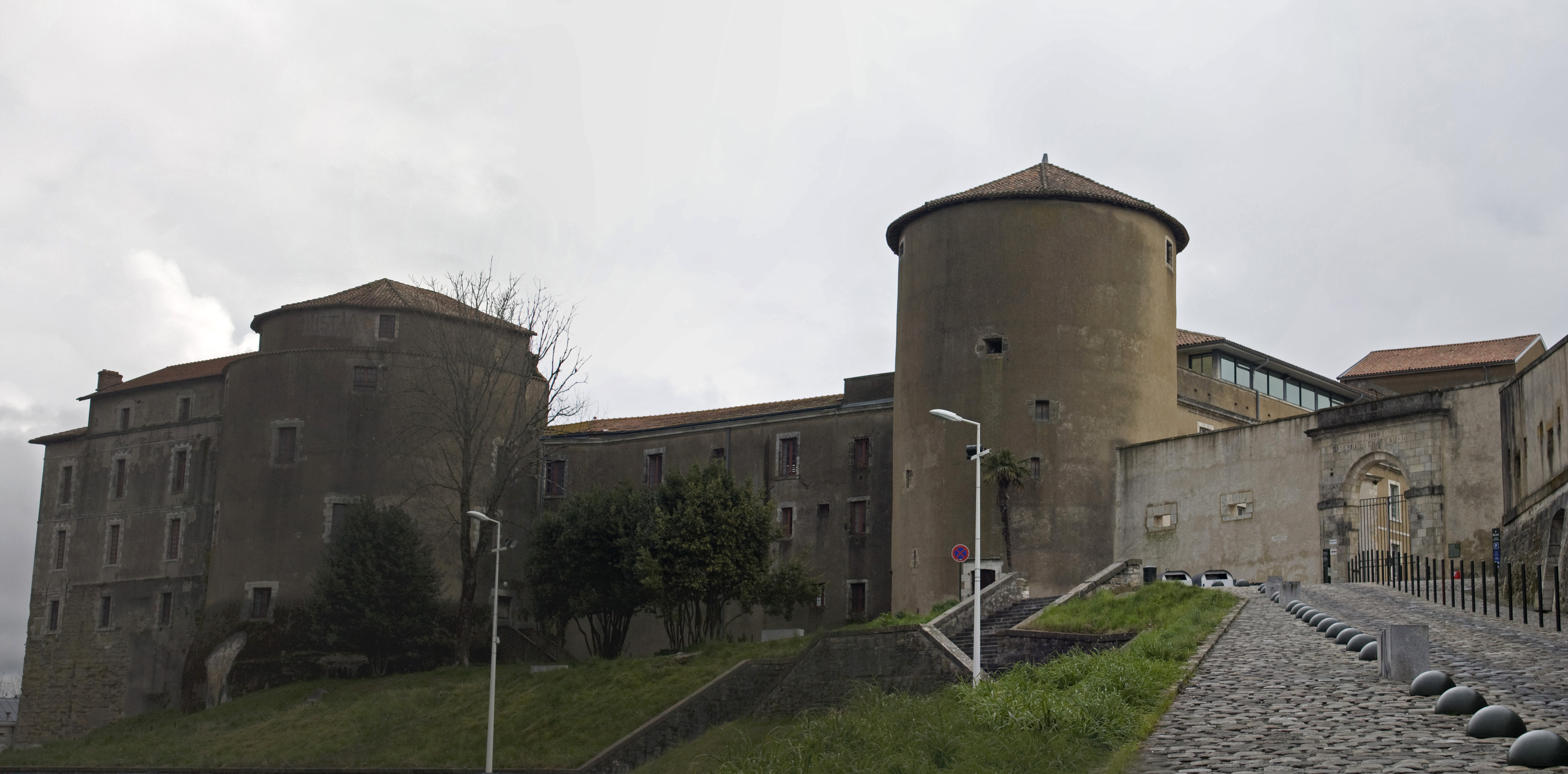
新城堡
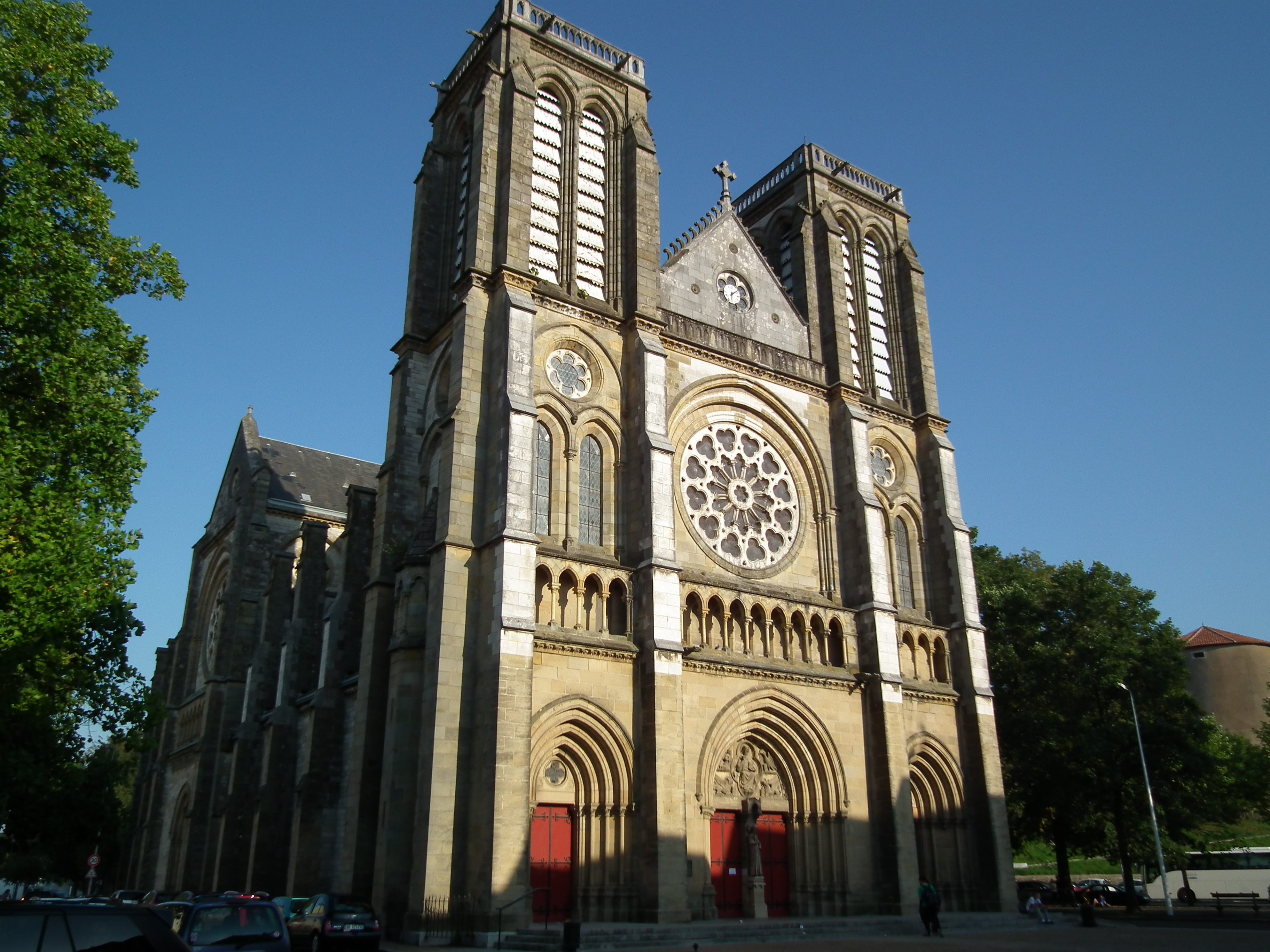
圣安德肋堂
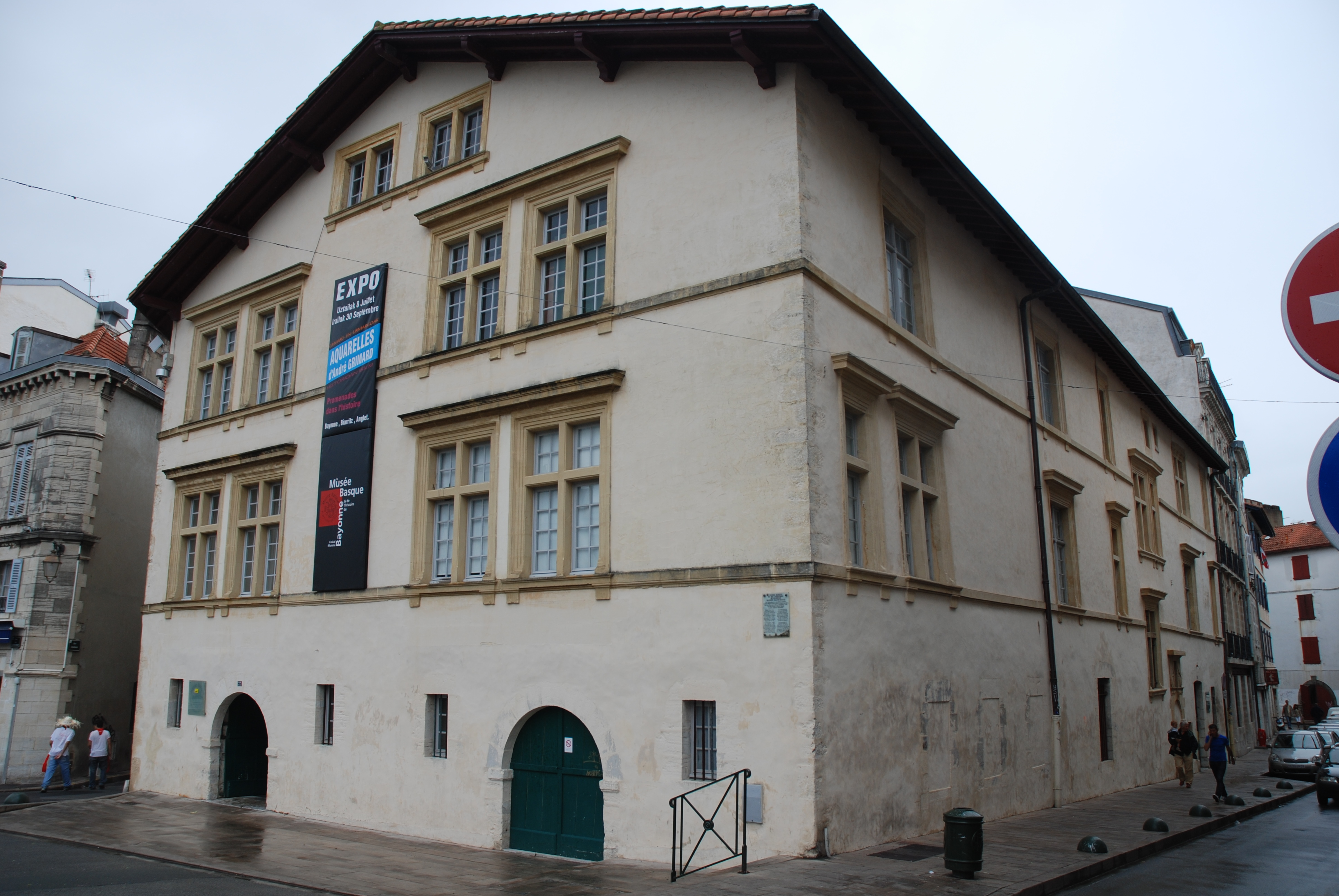
巴斯克博物馆
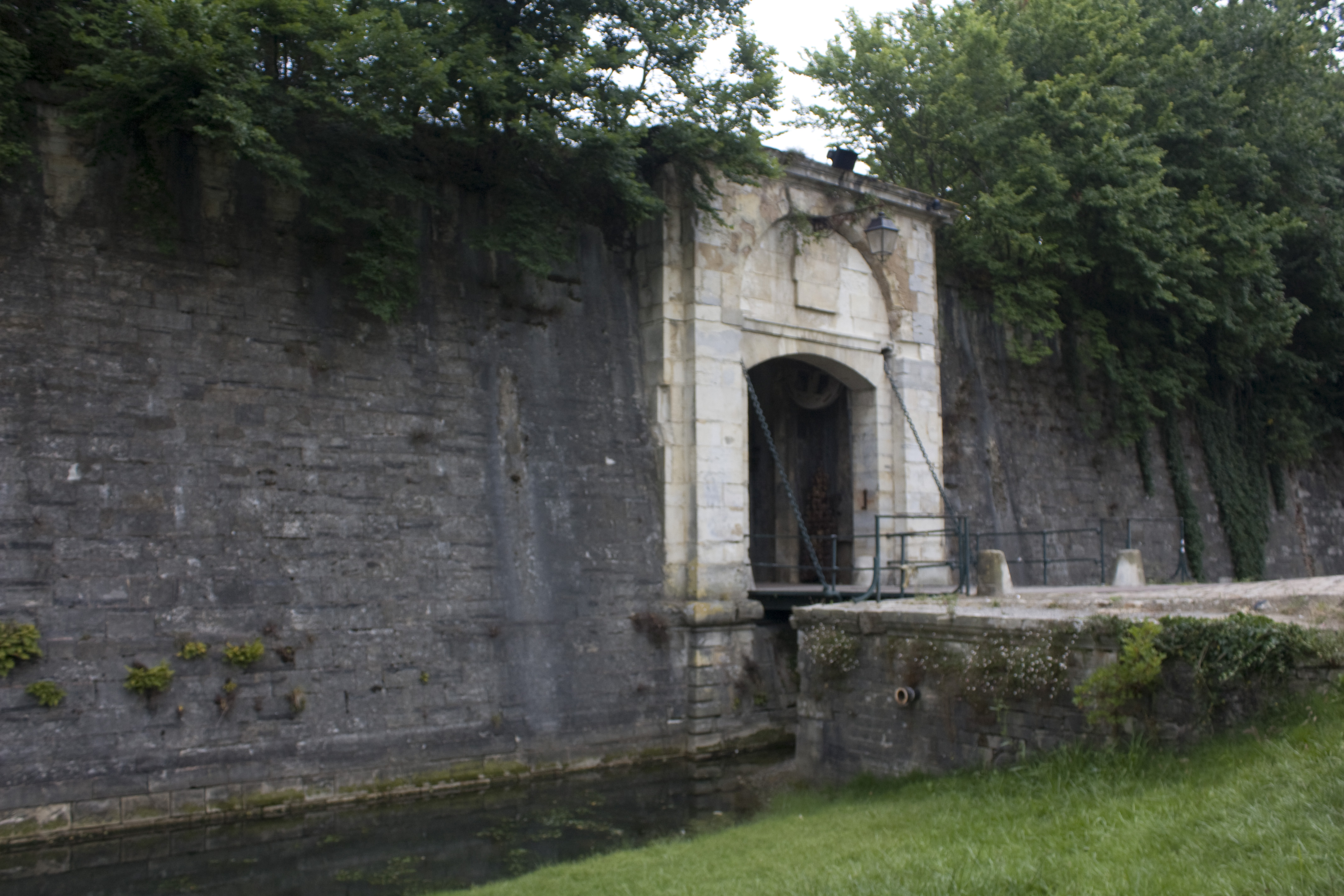
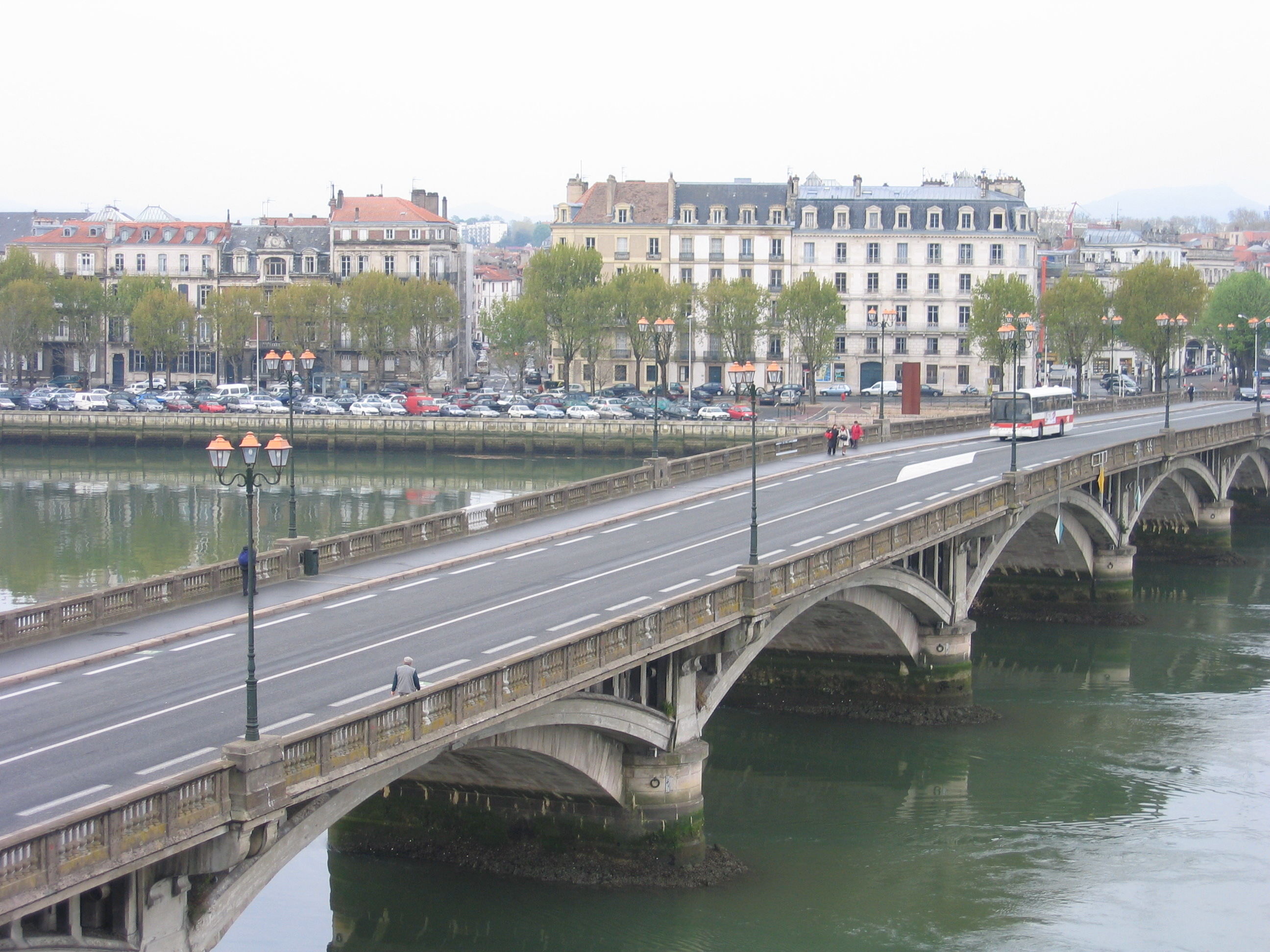
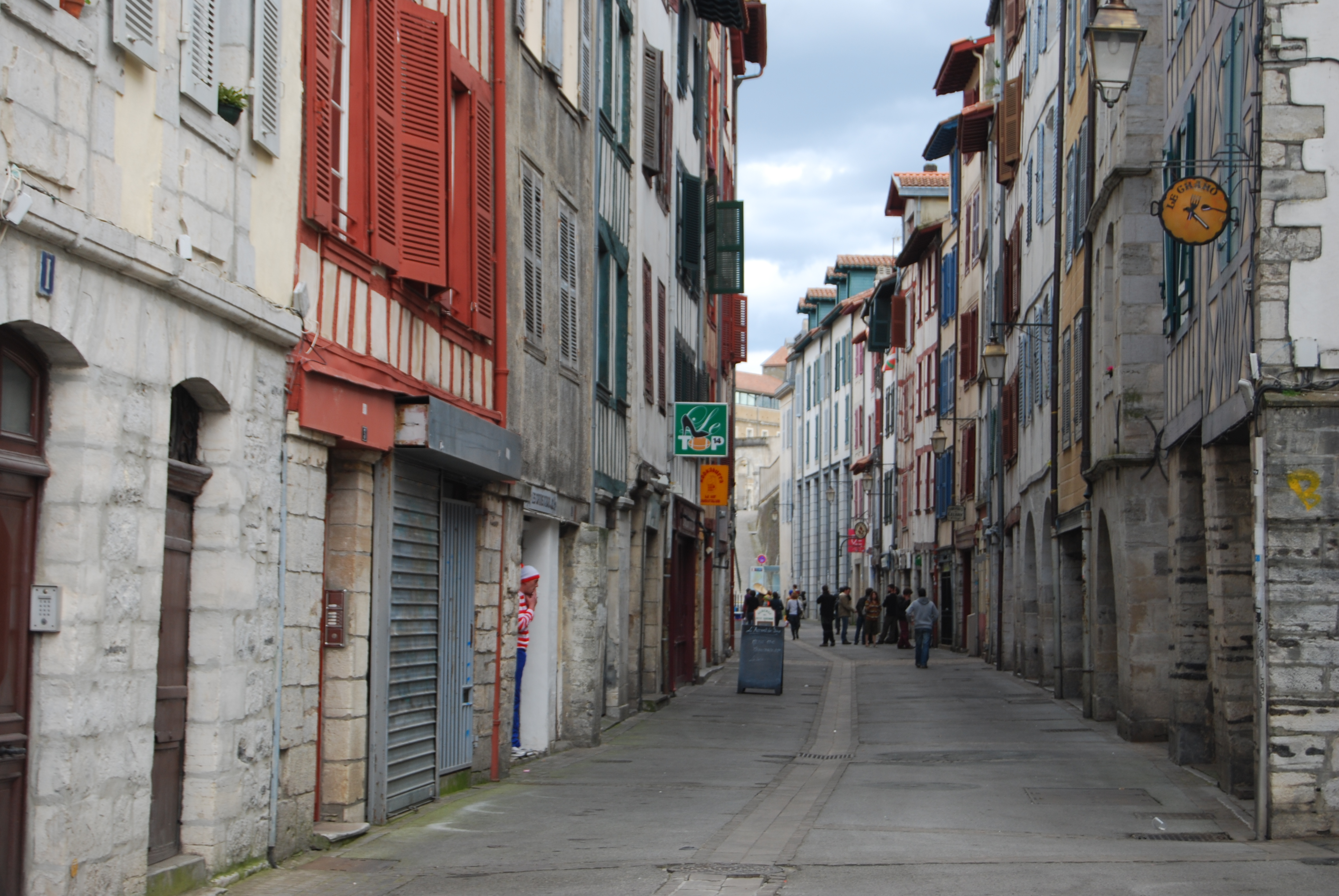
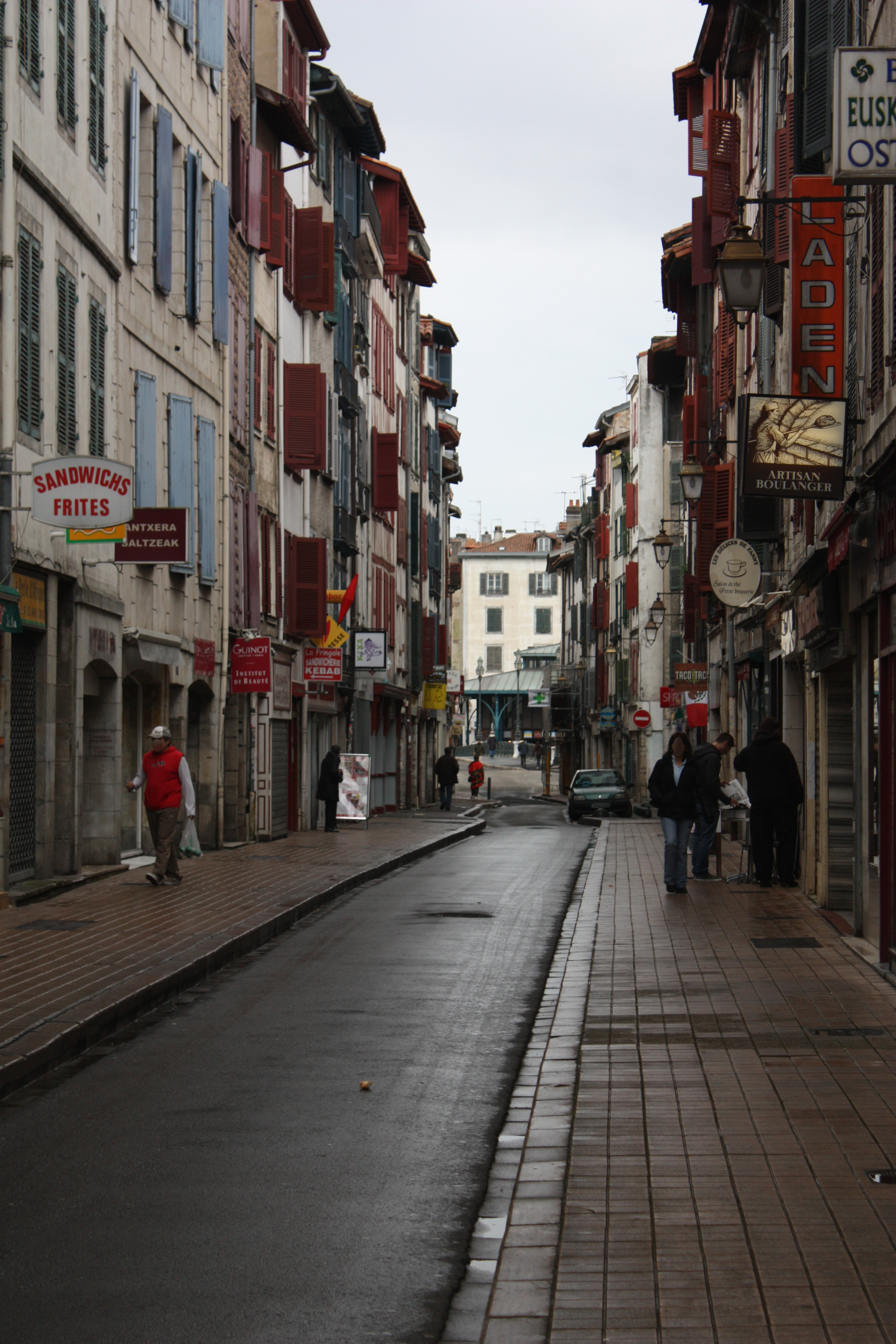
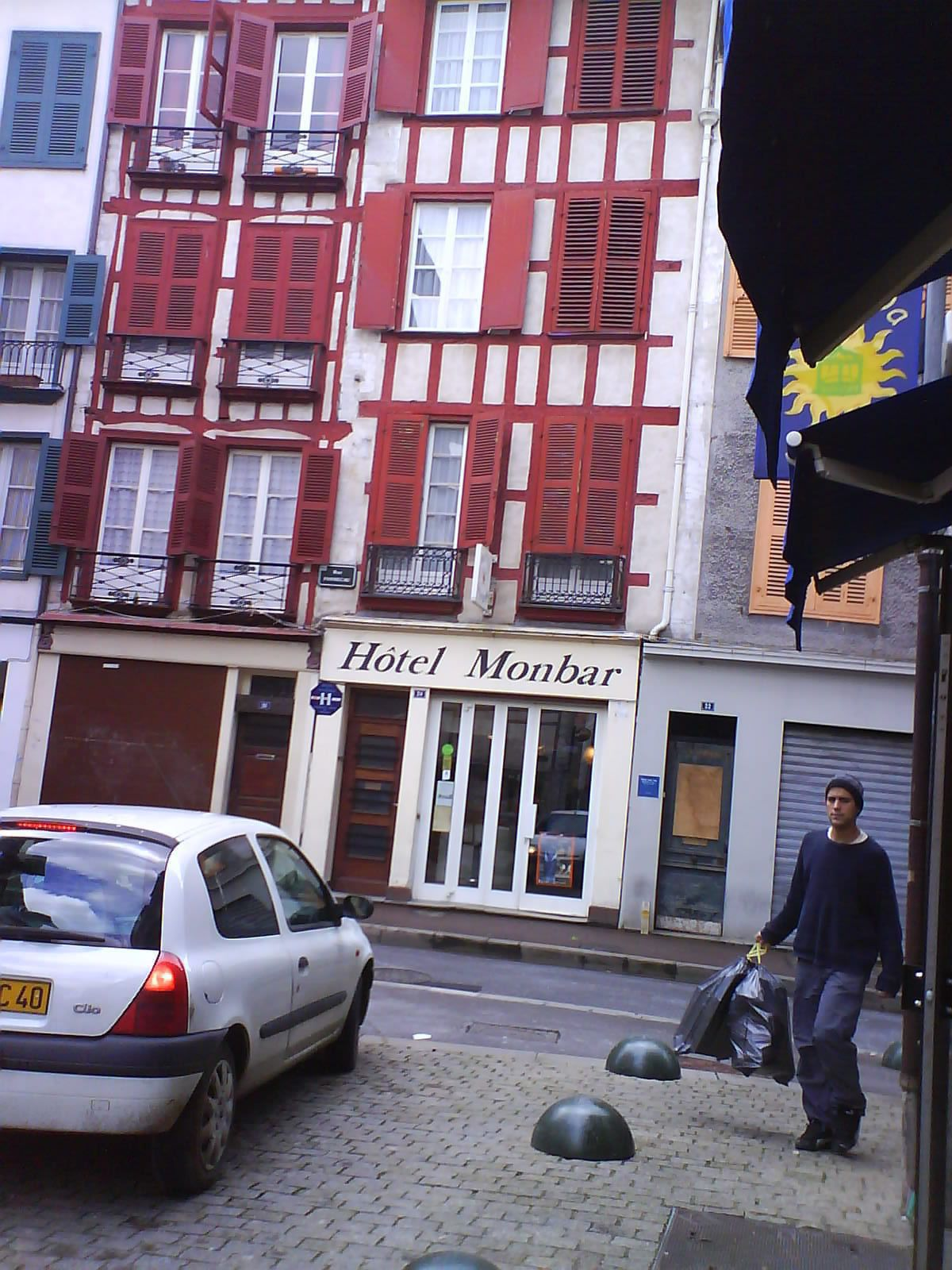